# Eleições parlamentares europeias de 1987 no distrito de Aveiro
| Eleições parlamentares europeias de 1987 Distritos: Aveiro \| Beja \| Braga \| Bragança \| Castelo Branco \| Coimbra \| Évora \| Faro \| Guarda \| Leiria \| Lisboa \| Portalegre \| Porto \| Santarém \| Setúbal \| Viana do Castelo \| Vila Real \| Viseu \| Açores \| Madeira \| Estrangeiro |

## Resultados por concelho
Os resultados nos concelhos do Distrito de Aveiro foram os seguintes:

### Águeda
| Partido                 | Partido                        | Votos  | %               |
| ----------------------- | ------------------------------ | ------ | --------------- |
|                         | Partido Social Democrata       | 9 644  | 39,54 / 100,00  |
|                         | Centro Democrático Social      | 6 482  | 26,58 / 100,00  |
|                         | Partido Socialista             | 5 240  | 21,48 / 100,00  |
|                         | Coligação Democrática Unitária | 1 092  | 4,48 / 100,00   |
|                         | Partido Popular Monárquico     | 471    | 1,93 / 100,00   |
|                         | Partido Renovador Democrático  | 368    | 1,51 / 100,00   |
|                         | Outros (com menos de 1,00%)    | 501    | 2,06 / 100,00   |
| Votos Inválidos         | Votos Inválidos                | 593    | 2,43 / 100,00   |
| Total                   | Total                          | 24 391 | 100,00 / 100,00 |
| Eleitorado/Participação | Eleitorado/Participação        | 34 302 | 71,11 / 100,00  |

### Albergaria-a-Velha
| Partido                 | Partido                        | Votos  | %               |
| ----------------------- | ------------------------------ | ------ | --------------- |
|                         | Partido Social Democrata       | 5 664  | 46,23 / 100,00  |
|                         | Centro Democrático Social      | 3 012  | 24,59 / 100,00  |
|                         | Partido Socialista             | 2 290  | 18,69 / 100,00  |
|                         | Coligação Democrática Unitária | 327    | 2,67 / 100,00   |
|                         | Partido Renovador Democrático  | 243    | 1,98 / 100,00   |
|                         | Partido Popular Monárquico     | 190    | 1,55 / 100,00   |
|                         | Outros (com menos de 1,00%)    | 233    | 1,90 / 100,00   |
| Votos Inválidos         | Votos Inválidos                | 292    | 2,38 / 100,00   |
| Total                   | Total                          | 12 251 | 100,00 / 100,00 |
| Eleitorado/Participação | Eleitorado/Participação        | 16 472 | 74,37 / 100,00  |

### Anadia
| Partido                 | Partido                        | Votos  | %               |
| ----------------------- | ------------------------------ | ------ | --------------- |
|                         | Partido Social Democrata       | 8 203  | 46,80 / 100,00  |
|                         | Centro Democrático Social      | 4 449  | 25,38 / 100,00  |
|                         | Partido Socialista             | 3 187  | 18,18 / 100,00  |
|                         | Coligação Democrática Unitária | 367    | 2,09 / 100,00   |
|                         | Partido Popular Monárquico     | 340    | 1,94 / 100,00   |
|                         | Outros (com menos de 1,00%)    | 451    | 2,57 / 100,00   |
| Votos Inválidos         | Votos Inválidos                | 531    | 3,03 / 100,00   |
| Total                   | Total                          | 17 528 | 100,00 / 100,00 |
| Eleitorado/Participação | Eleitorado/Participação        | 24 152 | 72,57 / 100,00  |

### Arouca
| Partido                 | Partido                        | Votos  | %               |
| ----------------------- | ------------------------------ | ------ | --------------- |
|                         | Partido Social Democrata       | 7 478  | 55,64 / 100,00  |
|                         | Centro Democrático Social      | 3 046  | 22,66 / 100,00  |
|                         | Partido Socialista             | 1 713  | 12,75 / 100,00  |
|                         | Partido Popular Monárquico     | 222    | 1,65 / 100,00   |
|                         | Coligação Democrática Unitária | 195    | 1,45 / 100,00   |
|                         | Partido Renovador Democrático  | 142    | 1,06 / 100,00   |
|                         | Outros (com menos de 1,00%)    | 301    | 2,25 / 100,00   |
| Votos Inválidos         | Votos Inválidos                | 343    | 2,55 / 100,00   |
| Total                   | Total                          | 13 440 | 100,00 / 100,00 |
| Eleitorado/Participação | Eleitorado/Participação        | 18 038 | 74,51 / 100,00  |

### Aveiro
| Partido                 | Partido                        | Votos  | %               |
| ----------------------- | ------------------------------ | ------ | --------------- |
|                         | Partido Social Democrata       | 14 214 | 39,26 / 100,00  |
|                         | Centro Democrático Social      | 9 959  | 27,51 / 100,00  |
|                         | Partido Socialista             | 7 067  | 19,52 / 100,00  |
|                         | Coligação Democrática Unitária | 1 475  | 4,07 / 100,00   |
|                         | Partido Popular Monárquico     | 1 198  | 3,31 / 100,00   |
|                         | Partido Renovador Democrático  | 747    | 2,06 / 100,00   |
|                         | Outros (com menos de 1,00%)    | 723    | 2,00 / 100,00   |
| Votos Inválidos         | Votos Inválidos                | 818    | 2,26 / 100,00   |
| Total                   | Total                          | 36 201 | 100,00 / 100,00 |
| Eleitorado/Participação | Eleitorado/Participação        | 47 802 | 75,73 / 100,00  |

### Castelo de Paiva
| Partido                 | Partido                        | Votos  | %               |
| ----------------------- | ------------------------------ | ------ | --------------- |
|                         | Partido Social Democrata       | 4 494  | 48,52 / 100,00  |
|                         | Partido Socialista             | 2 561  | 27,65 / 100,00  |
|                         | Centro Democrático Social      | 1 251  | 13,51 / 100,00  |
|                         | Coligação Democrática Unitária | 240    | 2,59 / 100,00   |
|                         | Partido Renovador Democrático  | 135    | 1,46 / 100,00   |
|                         | Partido Popular Monárquico     | 106    | 1,14 / 100,00   |
|                         | Outros (com menos de 1,00%)    | 280    | 3,02 / 100,00   |
| Votos Inválidos         | Votos Inválidos                | 196    | 2,12 / 100,00   |
| Total                   | Total                          | 9 263  | 100,00 / 100,00 |
| Eleitorado/Participação | Eleitorado/Participação        | 12 001 | 77,19 / 100,00  |

### Espinho
| Partido                 | Partido                        | Votos  | %               |
| ----------------------- | ------------------------------ | ------ | --------------- |
|                         | Partido Social Democrata       | 7 297  | 35,60 / 100,00  |
|                         | Partido Socialista             | 5 806  | 28,33 / 100,00  |
|                         | Centro Democrático Social      | 3 433  | 16,75 / 100,00  |
|                         | Coligação Democrática Unitária | 1 917  | 9,35 / 100,00   |
|                         | Partido Popular Monárquico     | 654    | 3,19 / 100,00   |
|                         | Partido Renovador Democrático  | 607    | 2,96 / 100,00   |
|                         | Outros (com menos de 1,00%)    | 385    | 1,88 / 100,00   |
| Votos Inválidos         | Votos Inválidos                | 396    | 1,93 / 100,00   |
| Total                   | Total                          | 20 495 | 100,00 / 100,00 |
| Eleitorado/Participação | Eleitorado/Participação        | 25 341 | 80,88 / 100,00  |

### Estarreja
| Partido                 | Partido                        | Votos  | %               |
| ----------------------- | ------------------------------ | ------ | --------------- |
|                         | Partido Social Democrata       | 7 224  | 48,46 / 100,00  |
|                         | Centro Democrático Social      | 2 600  | 17,44 / 100,00  |
|                         | Partido Socialista             | 2 411  | 16,17 / 100,00  |
|                         | Partido Renovador Democrático  | 751    | 5,04 / 100,00   |
|                         | Coligação Democrática Unitária | 691    | 4,64 / 100,00   |
|                         | Partido Popular Monárquico     | 362    | 2,43 / 100,00   |
|                         | Outros (com menos de 1,00%)    | 433    | 2,91 / 100,00   |
| Votos Inválidos         | Votos Inválidos                | 434    | 2,91 / 100,00   |
| Total                   | Total                          | 14 906 | 100,00 / 100,00 |
| Eleitorado/Participação | Eleitorado/Participação        | 20 470 | 72,82 / 100,00  |

### Ílhavo
| Partido                 | Partido                        | Votos  | %               |
| ----------------------- | ------------------------------ | ------ | --------------- |
|                         | Partido Social Democrata       | 7 741  | 47,34 / 100,00  |
|                         | Centro Democrático Social      | 3 393  | 20,75 / 100,00  |
|                         | Partido Socialista             | 3 203  | 19,59 / 100,00  |
|                         | Coligação Democrática Unitária | 594    | 3,63 / 100,00   |
|                         | Partido Renovador Democrático  | 347    | 2,12 / 100,00   |
|                         | Partido Popular Monárquico     | 343    | 2,10 / 100,00   |
|                         | Outros (com menos de 1,00%)    | 353    | 2,17 / 100,00   |
| Votos Inválidos         | Votos Inválidos                | 379    | 2,32 / 100,00   |
| Total                   | Total                          | 16 353 | 100,00 / 100,00 |
| Eleitorado/Participação | Eleitorado/Participação        | 23 775 | 68,78 / 100,00  |

### Mealhada
| Partido                 | Partido                        | Votos  | %               |
| ----------------------- | ------------------------------ | ------ | --------------- |
|                         | Partido Social Democrata       | 3 693  | 36,33 / 100,00  |
|                         | Partido Socialista             | 3 597  | 35,39 / 100,00  |
|                         | Centro Democrático Social      | 1 335  | 13,13 / 100,00  |
|                         | Coligação Democrática Unitária | 637    | 6,27 / 100,00   |
|                         | Partido Renovador Democrático  | 180    | 1,77 / 100,00   |
|                         | Partido Popular Monárquico     | 174    | 1,71 / 100,00   |
|                         | Outros (com menos de 1,00%)    | 229    | 2,25 / 100,00   |
| Votos Inválidos         | Votos Inválidos                | 319    | 3,14 / 100,00   |
| Total                   | Total                          | 10 164 | 100,00 / 100,00 |
| Eleitorado/Participação | Eleitorado/Participação        | 15 041 | 67,58 / 100,00  |

### Murtosa
| Partido                 | Partido                        | Votos | %               |
| ----------------------- | ------------------------------ | ----- | --------------- |
|                         | Partido Social Democrata       | 3 366 | 68,17 / 100,00  |
|                         | Centro Democrático Social      | 600   | 12,15 / 100,00  |
|                         | Partido Socialista             | 509   | 10,31 / 100,00  |
|                         | Partido Popular Monárquico     | 74    | 1,50 / 100,00   |
|                         | Coligação Democrática Unitária | 72    | 1,46 / 100,00   |
|                         | Outros (com menos de 1,00%)    | 162   | 3,27 / 100,00   |
| Votos Inválidos         | Votos Inválidos                | 155   | 3,14 / 100,00   |
| Total                   | Total                          | 4 938 | 100,00 / 100,00 |
| Eleitorado/Participação | Eleitorado/Participação        | 7 522 | 65,65 / 100,00  |

### Oliveira de Azeméis
| Partido                 | Partido                        | Votos  | %               |
| ----------------------- | ------------------------------ | ------ | --------------- |
|                         | Partido Social Democrata       | 16 051 | 45,46 / 100,00  |
|                         | Partido Socialista             | 8 014  | 22,70 / 100,00  |
|                         | Centro Democrático Social      | 6 774  | 19,19 / 100,00  |
|                         | Coligação Democrática Unitária | 1 112  | 3,15 / 100,00   |
|                         | Partido Renovador Democrático  | 994    | 2,82 / 100,00   |
|                         | Partido Popular Monárquico     | 752    | 2,13 / 100,00   |
|                         | Outros (com menos de 1,00%)    | 853    | 2,42 / 100,00   |
| Votos Inválidos         | Votos Inválidos                | 755    | 2,14 / 100,00   |
| Total                   | Total                          | 35 305 | 100,00 / 100,00 |
| Eleitorado/Participação | Eleitorado/Participação        | 46 942 | 75,21 / 100,00  |

### Oliveira do Bairro
| Partido                 | Partido                        | Votos  | %               |
| ----------------------- | ------------------------------ | ------ | --------------- |
|                         | Partido Social Democrata       | 5 830  | 53,28 / 100,00  |
|                         | Centro Democrático Social      | 3 380  | 30,89 / 100,00  |
|                         | Partido Socialista             | 971    | 8,87 / 100,00   |
|                         | Coligação Democrática Unitária | 149    | 1,36 / 100,00   |
|                         | Partido Popular Monárquico     | 132    | 1,21 / 100,00   |
|                         | Outros (com menos de 1,00%)    | 188    | 1,71 / 100,00   |
| Votos Inválidos         | Votos Inválidos                | 292    | 2,67 / 100,00   |
| Total                   | Total                          | 10 942 | 100,00 / 100,00 |
| Eleitorado/Participação | Eleitorado/Participação        | 14 429 | 75,83 / 100,00  |

### Ovar
| Partido                 | Partido                        | Votos  | %               |
| ----------------------- | ------------------------------ | ------ | --------------- |
|                         | Partido Social Democrata       | 9 300  | 38,30 / 100,00  |
|                         | Partido Socialista             | 6 493  | 26,74 / 100,00  |
|                         | Centro Democrático Social      | 3 567  | 14,69 / 100,00  |
|                         | Coligação Democrática Unitária | 1 864  | 7,68 / 100,00   |
|                         | Partido Renovador Democrático  | 1 148  | 4,73 / 100,00   |
|                         | Partido Popular Monárquico     | 647    | 2,66 / 100,00   |
|                         | Outros (com menos de 1,00%)    | 708    | 2,91 / 100,00   |
| Votos Inválidos         | Votos Inválidos                | 552    | 2,27 / 100,00   |
| Total                   | Total                          | 24 279 | 100,00 / 100,00 |
| Eleitorado/Participação | Eleitorado/Participação        | 34 166 | 71,06 / 100,00  |

### Santa Maria da Feira
| Partido                 | Partido                        | Votos  | %               |
| ----------------------- | ------------------------------ | ------ | --------------- |
|                         | Partido Social Democrata       | 25 580 | 41,54 / 100,00  |
|                         | Partido Socialista             | 20 028 | 32,52 / 100,00  |
|                         | Centro Democrático Social      | 8 997  | 14,61 / 100,00  |
|                         | Coligação Democrática Unitária | 2 323  | 3,77 / 100,00   |
|                         | Partido Renovador Democrático  | 1 201  | 1,95 / 100,00   |
|                         | Partido Popular Monárquico     | 988    | 1,60 / 100,00   |
|                         | Outros (com menos de 1,00%)    | 1 328  | 2,15 / 100,00   |
| Votos Inválidos         | Votos Inválidos                | 1 135  | 1,84 / 100,00   |
| Total                   | Total                          | 61 580 | 100,00 / 100,00 |
| Eleitorado/Participação | Eleitorado/Participação        | 81 462 | 75,59 / 100,00  |

### São João da Madeira
| Partido                 | Partido                        | Votos  | %               |
| ----------------------- | ------------------------------ | ------ | --------------- |
|                         | Partido Social Democrata       | 3 435  | 31,17 / 100,00  |
|                         | Partido Socialista             | 3 099  | 28,12 / 100,00  |
|                         | Centro Democrático Social      | 2 601  | 23,60 / 100,00  |
|                         | Coligação Democrática Unitária | 652    | 5,92 / 100,00   |
|                         | Partido Renovador Democrático  | 407    | 3,69 / 100,00   |
|                         | Partido Popular Monárquico     | 401    | 3,64 / 100,00   |
|                         | Outros (com menos de 1,00%)    | 230    | 2,08 / 100,00   |
| Votos Inválidos         | Votos Inválidos                | 194    | 1,76 / 100,00   |
| Total                   | Total                          | 11 019 | 100,00 / 100,00 |
| Eleitorado/Participação | Eleitorado/Participação        | 14 161 | 77,81 / 100,00  |

### Sever do Vouga
| Partido                 | Partido                        | Votos  | %               |
| ----------------------- | ------------------------------ | ------ | --------------- |
|                         | Partido Social Democrata       | 4 452  | 52,69 / 100,00  |
|                         | Centro Democrático Social      | 2 192  | 25,94 / 100,00  |
|                         | Partido Socialista             | 1 069  | 12,65 / 100,00  |
|                         | Partido Popular Monárquico     | 149    | 1,76 / 100,00   |
|                         | Coligação Democrática Unitária | 126    | 1,49 / 100,00   |
|                         | Outros (com menos de 1,00%)    | 244    | 2,90 / 100,00   |
| Votos Inválidos         | Votos Inválidos                | 217    | 2,57 / 100,00   |
| Total                   | Total                          | 8 449  | 100,00 / 100,00 |
| Eleitorado/Participação | Eleitorado/Participação        | 10 646 | 79,36 / 100,00  |

### Vagos
| Partido                 | Partido                     | Votos  | %               |
| ----------------------- | --------------------------- | ------ | --------------- |
|                         | Partido Social Democrata    | 6 354  | 60,07 / 100,00  |
|                         | Centro Democrático Social   | 2 871  | 27,14 / 100,00  |
|                         | Partido Socialista          | 740    | 7,00 / 100,00   |
|                         | Partido Popular Monárquico  | 119    | 1,13 / 100,00   |
|                         | Outros (com menos de 1,00%) | 248    | 2,34 / 100,00   |
| Votos Inválidos         | Votos Inválidos             | 245    | 2,32 / 100,00   |
| Total                   | Total                       | 10 577 | 100,00 / 100,00 |
| Eleitorado/Participação | Eleitorado/Participação     | 14 187 | 74,55 / 100,00  |

### Vale de Cambra
| Partido                 | Partido                        | Votos  | %               |
| ----------------------- | ------------------------------ | ------ | --------------- |
|                         | Partido Social Democrata       | 6 534  | 46,75 / 100,00  |
|                         | Centro Democrático Social      | 3 560  | 25,47 / 100,00  |
|                         | Partido Socialista             | 2 368  | 16,94 / 100,00  |
|                         | Partido Popular Monárquico     | 285    | 2,04 / 100,00   |
|                         | Partido Renovador Democrático  | 267    | 1,91 / 100,00   |
|                         | Coligação Democrática Unitária | 261    | 1,87 / 100,00   |
|                         | Outros (com menos de 1,00%)    | 318    | 2,28 / 100,00   |
| Votos Inválidos         | Votos Inválidos                | 382    | 2,73 / 100,00   |
| Total                   | Total                          | 13 975 | 100,00 / 100,00 |
| Eleitorado/Participação | Eleitorado/Participação        | 18 789 | 74,38 / 100,00  |